# Issa Hayatou
Issa Hayatou, né le 9 août 1946 à Garoua (Cameroun) et mort le 8 août 2024 à Neuilly-sur-Seine, est un footballeur et dirigeant de football camerounais. Il est président de la Confédération africaine de football de 1988 à mars 2017 et président par intérim de la FIFA d'octobre 2015 à février 2016, à la suite de la suspension de Sepp Blatter.
En janvier 2021, la FIFA suspend Issa Hayatou de toute activité liée au football jusqu'au 3 août 2022. Il meurt à Paris la veille de son 78e anniversaire. Il succombe à une crise cardiaque à l'hôpital américain de Paris, situé à Neuilly-sur-Seine.

## Biographie

### Famille
Issa Hayatou appartient à la grande famille Hayatou, de Garoua.

### Jeunesse
Il est champion du Cameroun du 400 et du 800 mètres entre 1964 et 1971 et sélectionné dans l'équipe nationale d'athlétisme, disputant les Jeux africains de 1965 à Brazzaville. Il joue aussi dans l'équipe du Cameroun de basket-ball et dans l'équipe de football universitaire. En parallèle, il devient professeur d'éducation physique et sportive, obtenant un Certificat d'aptitude au professorat d'éducation physique et sportive (CAPEPS) à l'université de Yaoundé en 1973.

### Dirigeant sportif

#### Au Cameroun
À partir de 1974, Hayatou commence à prendre des responsabilités dans le milieu sportif en devenant secrétaire général de la Fédération camerounaise de football à l'âge de 28 ans et le demeure jusqu'en 1983. Entre 1982 et 1986, il est directeur des sports au ministère de la Jeunesse et des Sports du Cameroun. Vice-président de 1984 à 1986, il devient ensuite président de la Fédération camerounaise de football, et ce jusqu'en 1988. Après avoir perdu les élections pour un nouveau mandat à la tête de la CAF en mars 2017, il est nommé par décret présidentiel à la tête du conseil d'administration de l'académie nationale du football. En 1984, pour les jeux à Los Angeles, il est porte-drapeau de l'équipe olympique de Cameroun.

#### Président de la CAF
Issa Hayatou est membre du comité exécutif de la CAF depuis 1986 lorsqu'à la suite du décès de l'Éthiopien Ydnekatchew Tessema, il devient, en août 1987, le cinquième président de la Confédération africaine de football. En 1990, il obtient une nouvelle fonction en devenant membre du comité exécutif de la Fédération internationale de football association (FIFA). Il devient vice-président de la FIFA en 1992.

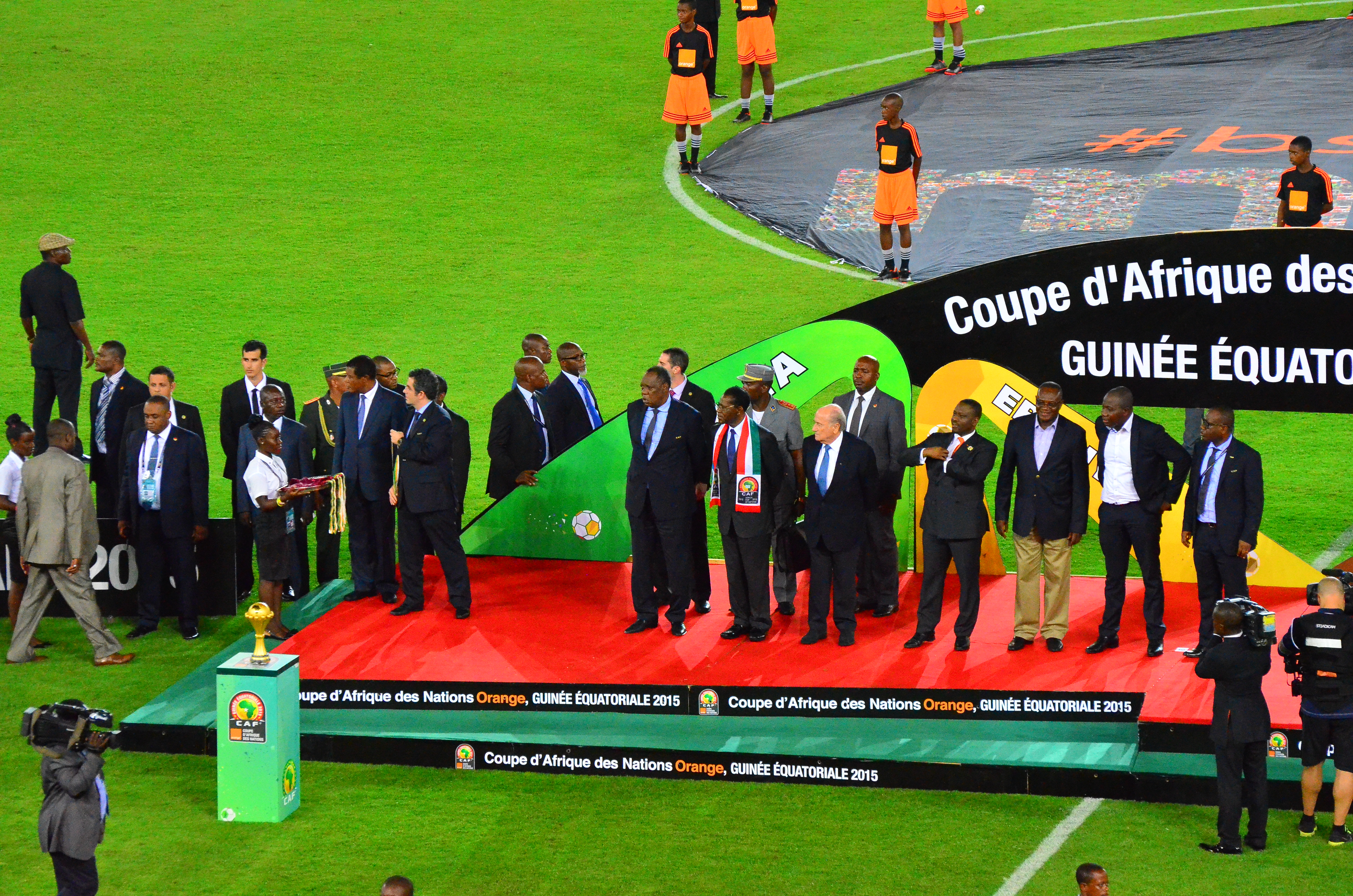
Issa Hayatou, président de la CAF en compagnie des présidents Obiang de la Guinée-Équatoriale et Sepp Blater de la FIFA à la CAN 2015

Sous son mandat de président de la CAF et depuis vingt ans, le football africain connaît une véritable avancée. Hayatou réussit ainsi à obtenir cinq places au lieu de deux pour les pays de sa confédération au tournoi final de la Coupe du monde de football. Plusieurs des pays africains présents à cette compétition ont particulièrement brillé alors qu'ils étaient totalement absents auparavant comme le Cameroun en 1990 ou le Sénégal en 2002 qui se distinguent ainsi. Pour la première fois, le continent africain accueille l'épreuve reine du sport mondial à l'occasion de la Coupe du monde de football de 2010 en Afrique du Sud probablement grâce à l'influence de son président. De la même manière, la Coupe d'Afrique des nations de football prend de l'ampleur en passant de huit à douze équipes en 1992 puis à seize équipes quatre ans plus tard lors de l'édition sud-africaine. Le nombre d'équipes participant aux qualifications de ces Coupes d'Afrique des nations ne cesse d'ailleurs d'augmenter. Ils sont ainsi quarante-quatre sélections à tenter de se qualifier pour l'édition 2012.
En 2002, il est candidat à la présidence de la FIFA, mais est largement battu par le sortant Sepp Blatter.
La Confédération africaine, sous la présidence d'Hayatou contribue également au développement de ses compétitions de clubs comme la Coupe d'Afrique des clubs champions (1964-1996) puis la
Ligue des champions de la CAF depuis 1997, la Coupe de la CAF, de 1992 à 2003, puis la Coupe de la confédération et la Coupe d'Afrique des vainqueurs de coupe. Sous sa présidence, les moyens accordés à diverses pratiques mineures comme le futsal, le football féminin ou le beach soccer sont augmentés par la CAF.
En mars 2017, il se porte candidat pour un huitième mandat à la présidence de la confédération africaine de football, mais il perd les élections contre le malgache Ahmad Ahmad avec 14 voix de différence,.
Réuni jeudi 10 décembre au Caire, en Égypte, le comité exécutif de la Confédération africaine de football (CAF) a décidé de proposer à l’Assemblée nationale de la CAF d’accorder le statut de président d’honneur de l’instance à Issa Hayatou. Cette proposition sera soumise au vote de l'Assemblée générale vendredi 11 décembre.

#### La polémique avec l'équipe du Togo en janvier 2010

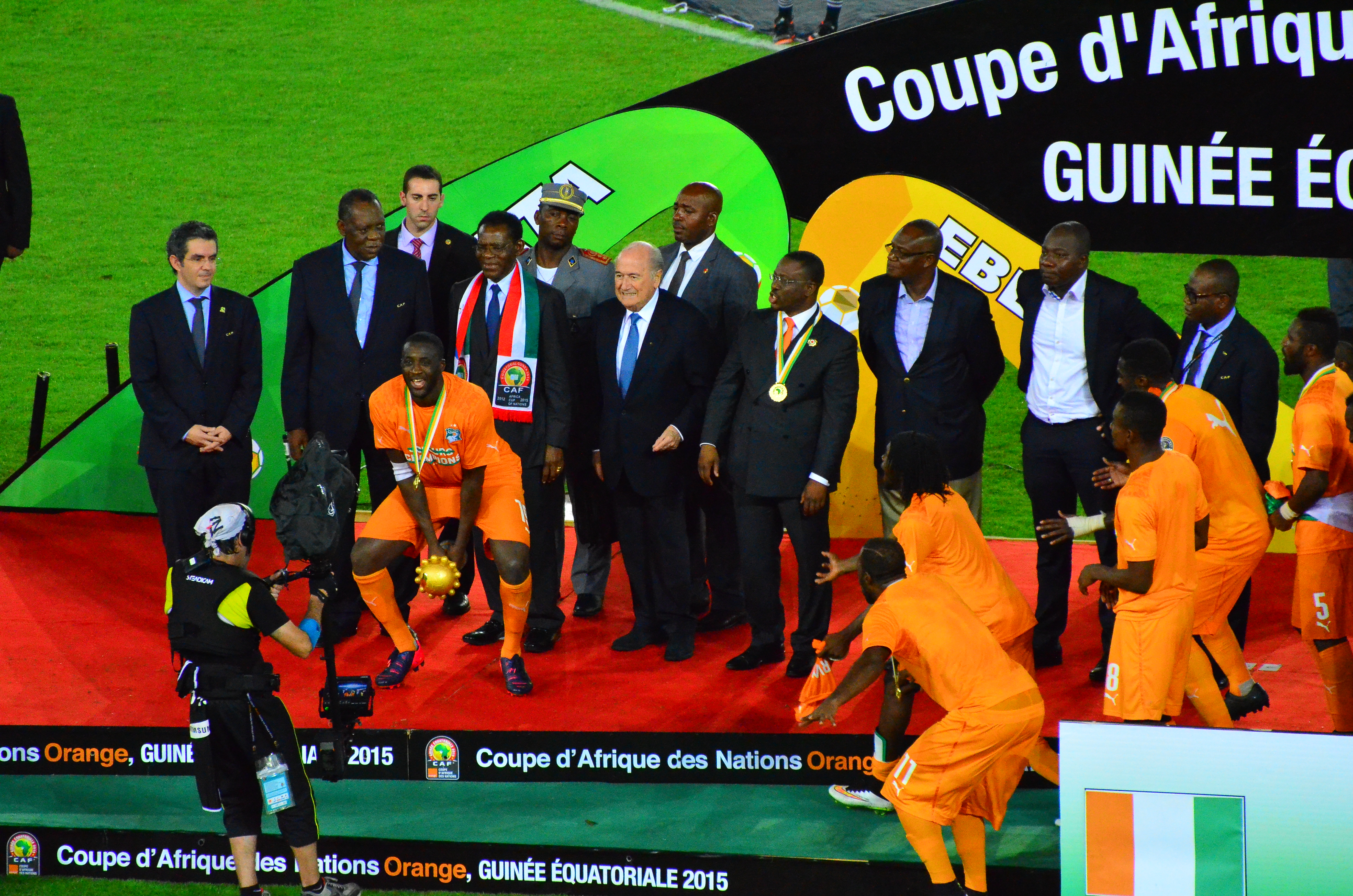
Issa Hayatou, (2e à partir de la gauche) lors la remise de trophée de la CAN 2015 en Guinée-Équatoriale

En janvier 2010, quelques jours avant la fin de la Coupe d'Afrique des nations en Angola, Issa Hayatou se retrouve au cœur d'une polémique à la suite de la fusillade subie par l'équipe du Togo le 8 janvier à la frontière entre l'Angola et la République du Congo qui fait deux morts et huit blessés dans l'encadrement des Éperviers. Condamnant le retrait du Togo pendant la compétition, le président de la CAF contraint les Togolais à une suspension de compétition internationale pour quatre ans. Le capitaine du Togo Emmanuel Adebayor et son sélectionneur Hubert Velud dénoncent cette décision réclamant même la démission du Camerounais à la présidence de la CAF En septembre 2010, Joseph Blatter, président de la FIFA lève cette suspension.

#### Président intérimaire de la FIFA
Le 8 octobre 2015, à la suite de la suspension de Sepp Blatter, Hayatou devient président intérimaire de la FIFA. Le 26 février 2016, il dirige le congrès extraordinaire de l'organisation qui aboutit à l'élection de Gianni Infantino.

## Détail des fonctions
| Période   | Fonction                                                                                 |
| --------- | ---------------------------------------------------------------------------------------- |
| 1974-1983 | Secrétaire général de la Fédération camerounaise de football (Fécafoot)                  |
| 1982-1986 | Directeur des sports au ministère de la jeunesse et des sports du Cameroun               |
| 1986-1988 | Président de la Fédération camerounaise de football                                      |
| 1988-2017 | Président de la Confédération africaine de football (CAF)                                |
| 1990-2008 | Membre du comité exécutif de la Fédération internationale de football association (FIFA) |
| 2015-2016 | Président par intérim de la FIFA                                                         |

## Distinctions
- Compagnon de l'ordre de O. R. Tambo (en) (Afrique du Sud) ;
- Commandeur de l'ordre de la Valeur (Cameroun).